# دانشگاه علوم کشاورزی سوئد
دانشگاه علوم کشاورزی سوئد (به سوئدی: Sveriges Lantbruksuniversitet) یا (SLU) بزرگ‌ترین دانشگاه و مؤسسه تحقیقاتی علوم کشاورزی ومنابع طبیعی در اسکاندیناوی است.
هر چند که دفتر مرکزی آن در اوپسالا واقع شده اما پردیسهای متعدد آن در سراسرسوئد از جمله آلنارپ، اسکارا، لوما و اومئا آنرا به گسترده‌ترین دانشگاه و مرکز تحقیقاتی این کشور بدل کرده است. بر خلاف دانشگاه‌های دولتی در سوئد، بودجه آن از طریق وزارت کشاورزی تأمین می‌شود.
این دانشگاه دارای چهار دانشکده است:
- دانشکده باغ آرایی، باغبانی وعلوم کشاورزی
- دانشکده منابع طبیعی و علوم کشاورزی
- دانشکده دامپزشکی و علوم دامی
- دانشکده جنگلداری

در سال ۲۰۰۵، این دانشگاه حدود ۳۰۰۰ کارمند، ۳۵۰۰ دانش آموز در مقطع کارشناسی و ۷۷۰ دانشجو در مقطع کارشناسی ارشد و دکترا داشته است.
در سال ۲۰۰۷ در رتبه‌بندی علمی دانشگاه‌های جهان، SLU رتبه ۵–۹ در سوئد، ۸۱–۱۲۳ در اروپا و در جهان ۲۰۳–۳۰۴ قرار گرفت.